# Верхні Кузли
Верхні Кузли́ (рос. Верхние Кузлы) — село у складі Пономарьовського району Оренбурзької області, Росія.

## Населення
Населення — 192 особи (2010; 293 у 2002).
Національний склад (станом на 2002 рік):
- мордва — 87 %